# Славко Шландер
Славко Шландер Алеш (Долења вас, код Преболда, 20. јун 1909 — Марибор, 24. август 1941) био је учесник Народноослободилачке борбе и народни херој Југославије.

## Биографија
Рођен је 20. јуна 1909. године у Долењој васи код Преболда, у Савињској долини. Потицао је из сиромашне породице. Завршио је зуботехничку школу у Рогашкој Слатини. Године 1928. преселио се у Преболд, где је био активан у соколском друштву, те се бавио музиком, фотографијом и спортом. Године 1932. преселио се у Цеље и тамо се запослио. Као активни сарадник у напредном радничком покрету, исте године примљен је у Комунистичку партију Југославије.
Новембра 1933. године ухапшен је и осуђен на три године робије, коју је првобитно издржао у затвору у Марибору, да би 10. јула 1934. био премештен у Сремску Митровицу. Нарушеног здравља, вратио се након робије на партијски рад. Постао је секретар Окружног комитета КП за Цеље и Савињску долину. На тој функцији, организовао је Прву конференцију КП Словеније, одржану 17. и 18. априла 1938. године у Грајској васи. Исте је године краће време био у затвору у Љубљани. Кад је полиција почела да хапси комунисте ради спровођења у логор у Билећи, он се 7. фебруара 1940. године повукао у илегалу и тако избегао поновни затвор.
Као врло способан организатор, на Трећој конференцији КПС, 29. јуна 1940. године, изабран је за кандидата Централног комитета КПС и делегата за Пету земаљску конференцију КПЈ, а маја 1941. изабран је за члана ЦК КПС. Истовремено је постао и секретар Покрајинског комитета за Штајерску, подручје на коме су Немци и културбундовци највише деловали.
Првих дана, као секретар ПК КПС, највише је ширио идеју отпора у крајевима које је већ добро познавао, али су ту и петоколонаши њега добро познавали. Непрестано се бициклом возио из места у место, сазивао партијске састанке и водио разговоре. Упркос жестоком насиљу у Цељу, он је у јуну сазвао седницу покрајинског руководства на старом цељском граду, где су симпатизери КПЈ обезбеђивали састанак.
Средином јула 1941. године, упутио се на политички и војнички рад у пределе око Марибора. Обишао је и партијске и војничке организације у Марибору. Тамо су га 7. августа ухапсили Немци када је без оружја напао гестаповце да би ослободио своју сарадницу Славу Клавора, коју су гестаповци ухапсили на месту које је било договорено за састанак.
Славко је при себи имао само фалсификовану легитимацију на име Франц Вебер. Немци су одмах посумњали да имају у рукама Славка Шландера, кога су већ дуже времена тражили. Познали су га по опису петоколонаша и по фотографијама које су биле сачуване у полицији од ранијих хапшења. Упркос мучењима којима је био подвргнут, Славко није одавао своје право име, јер је знао да би тиме само изазвао нова хапшења. Стално је тврдио да се зове Франц Вебер, онако како је писало у легитимацији.
Као Франц Вебер, стрељан је 24. августа 1941. године у Марибору. Заједно с њим, били су стрељани и његов дугогодишњи сарадник и друг из Сремске Митровице, Фрањо Врунч, и Слава Клавора.
6. августа 1943. године, по њему је названа новоформирана Шеста словеначка бригада. Његови посмртни остаци пренесени су 1949. године у Гробницу народних хероја у Љубљани.
За народног хероја проглашен је, одлуком Врховног штаба НОВ и ПОЈ, а на предлог Главног штаба НОВ и ПО Словеније, међу првим борцима Народноослободилачког рата — 25. октобра 1943. године, заједно са другим истакнутим борцима и Словеније — Иваном Кавчичем, Тонетом Томшичем и Љубом Шерцером.